# Tim Pawsat
Tim Pawsat (Long Beach, 10 dicembre 1963) è un ex tennista statunitense.

## Carriera
In carriera ha vinto 5 titoli di doppio. Nei tornei del Grande Slam ha ottenuto il suo miglior risultato raggiungendo i quarti di finale di doppio misto agli Australian Open nel 1987, in coppia con Lori McNeil, e a Wimbledon nel 1988, in coppia con Beth Herr.

## Statistiche

### Doppio

#### Vittorie (5)
| Numero | Anno              | Torneo                            | Superficie  | Compagno     | Avversari in finale                 | Punteggio     |
| 1.     | 19 luglio 1987    | Mercedes Cup, Stoccarda           | Terra rossa | Rick Leach   | Mikael Pernfors Magnus Tideman      | 6-3, 6-4      |
| 2.     | 10 gennaio 1988   | Heineken Open, Auckland           | Cemento     | Marty Davis  | Sammy Giammalva, Jr. Jim Grabb      | 6-3, 3-6, 6-4 |
| 3.     | 13 agosto 1989    | Livingston Open, Livingston       | Cemento     | Tim Wilkison | Kelly Evernden Sammy Giammalva, Jr. | 7-5, 6-3      |
| 4.     | 24 settembre 1989 | Countrywide Classic, Los Angeles  | Cemento     | Marty Davis  | John Fitzgerald Anders Järryd       | 7-5, 7-6      |
| 5.     | 8 ottobre 1989    | Verizon Tennis Challenge, Orlando | Cemento     | Scott Davis  | Ken Flach Robert Seguso             | 7-5, 5-7, 6–4 |

### Doppio

#### Finali perse (3)
| Numero | Anno           | Torneo                             | Superficie | Compagno      | Avversari in finale          | Punteggio     |
| 1.     | 14 giugno 1987 | Queen's Club Championships, Londra | Erba       | Rick Leach    | Guy Forget Yannick Noah      | 4-6, 4-6      |
| 2.     | 18 giugno 1988 | Bristol Open, Bristol              | Erba       | Marty Davis   | Peter Doohan Laurie Warder   | 6-2, 4-6, 5-7 |
| 3.     | 18 giugno 1989 | Queen's Club Championships, Londra | Erba       | Laurie Warder | Darren Cahill Mark Kratzmann | 6-7, 3-6      |